# Fafner

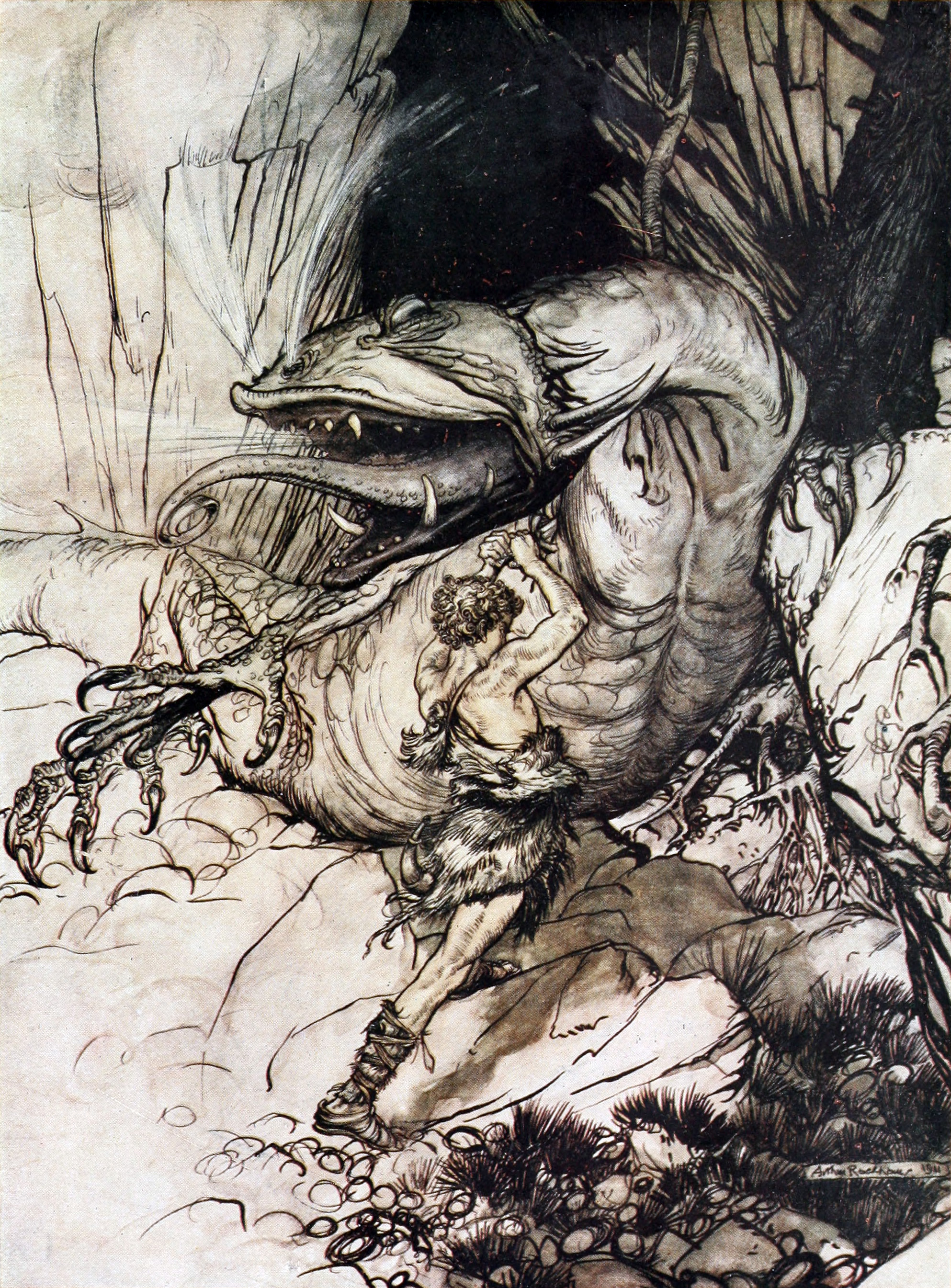
Sigurd dödar Fafne. Illustration av Arthur Rackham publicerad 1911.

Fafner eller Fafne (fornvästnordiska: Fáfnir) är i nordisk mytologi son till den mytiske Reidmar och broder till Regin och Utter. I Sigurdskvädet uppträder han mest framträdande i hamn av en drake eller lindorm.
Loke dödade Utter och som straff hade han ålagts att fylla det tomma utterskinnet med guld åt Reidmar. Men Fafne och Regin begärde att få delar av guldskatten. Då Reidmar vägrade att avstå ens en liten del av skatten, så dödades han i sömnen av Fafne. Men då även Fafne vägrade att dela med sig, uppsökte Regin kungasonen Sigurd för att förmå honom att döda Fafne och Regin ger även Sigurd det förnämliga svärdet Gram. Då Sigurd kommer till Fafne, har denne antagit hamnen av en lindorm eller drake och lagt sig över guldskatten. Men Sigurd lyckas ändå att döda Fafne med det underbara svärdet och benämns därefter Sigurd Fafnesbane.